# Крэйзи
«Крэйзи» (англ. Havoc) — американо-германская криминальная драма 2005 года, рассказывающая о случайном столкновении редко соприкасающихся частей американского общества. Подростки из богатых семей в поисках развлечений отправляются в бедные мексиканские кварталы Лос-Анджелеса. Встреча с бандой мексиканских гангстеров приводит к смерти части героев истории.

## Слоганы
- «Too much is never enough…»
- «Some lines aren’t meant to be crossed…»

## Сюжет
«Это мир наркоманов, бандитов и проституток… А мы — всего лишь подростки… И нам чертовски скучно!…»
Группа школьников направляется на автомобиле в бедные кварталы, где живут латиноамериканцы. Тоби покупает порцию наркотиков у одного из жителей — Эктора, однако решает, что в пакетике недовес и бросается в погоню. У них начинается спор, в результате которого Эктор избивает Тоби. Свидетелем избиения становится девушка Тоби — Аллисон.
Позднее Аллисон и её подруги в поисках острых ощущений вновь приезжают в этот квартал, где встречают Эктора и его знакомых. Однако те не причиняют им вреда и приглашают на вечеринку, после которой девушки также благополучно отправляются домой. Эктор сообщает, что можно посещать отель, где собирается их компания.
Скучающие Аллисон и Эмили решают побывать в этом отеле. После продолжительного употребления спиртных напитков Эмили спрашивает, как можно вступить в их группу. Эктор отвечает, что следует пройти процедуру «прописки» — бросить игральную кость и переспать с таким числом человек из группы, которое выпадет на кубике. Обе девушки соглашаются при условии, что они сами будут выбирать партнёров.
Аллисон, у которой выпадает «единица», выбирает Эктора. У Эмили выпадает «тройка». Однако оказавшись в постели, Аллисон постепенно трезвеет и говорит, что передумала. Она пытается увести с собой пьяную Эмили, но та отказывается уходить. Несмотря на протесты Аллисон, её выпроваживают из комнаты, где Эктор и его друзья собираются устроить групповой секс.
Протрезвев, Эмили плачет и жалуется родителям. Полиция задерживает Эктора по обвинению в участии в групповом изнасиловании. Двое его друзей направляются в квартал, где живут девушки, чтобы застрелить нежелательных свидетельниц. Одновременно Тоби и его компания, движимые местью, едут в латиноамериканский квартал.
В финальной сцене, не найдя жертв, обе стороны возвращаются, встречаясь на перекрёстке. Изображение прерывается, и раздаётся звук выстрелов.

## В ролях
| Актёр                | Роль          |
| -------------------- | ------------- |
| Энн Хэтэуэй          | Аллисон       |
| Бижу Филлипс         | Эмили         |
| Шири Эпплби          | Аманда        |
| Майкл Бин            | Стюарт Лэнг   |
| Джозеф Гордон-Левитт | Сэм           |
| Фредди Родригес      | Эктор         |
| Лора Сан Джакомо     | Джоанна Лэнг  |
| Майк Фогель          | Тоби          |
| Раймонд Крус         | Чино          |
| Алексис Дзена        | Саша          |
| Ченнинг Татум        | Ник           |
| Джонни Васкес        | Мануэль       |
| Джей Ди Пардо        | Тод Розенберг |